# Галебови
Галебови (лат. Laridae) су породица типично обалских (морских или ријечних), обично бијелих или сивих птица, релативно дугог и танког кљуна. Обухватају 6 родова. Филогенетски су најсроднији фамилијама морских птица Sternidae и Alcidae.

## Изглед
У зависности од врсте, ове птице се крећу у распону од средњих до великих птица, масе од око 120 g и дужине 29 cm (патуљасти галеб) до масе од око 1,75 kg и дужине 76 cm (лучки галеб).
Обично су бијели или сиви, и обично имају црне мрље на глави или крилима.
Њихов кљун је релативно дуг и танак, повијек наниже. На ногама имају по три канџе окренуте ка напријед, а четврта је закржљала и окренута ка назад, скоро непримијетна. Између канџи се налази пливаћа кожица.

## Начин живота
Највећи број врста галебова живи у умјереним и хладним поднебљима на обје хемисфере.
Већина галебова, посебно врсте из рода Larus, су месождери, али повремено могу да се упусте и у стрвинарење. Обично једу ракове и ситну рибу. Углавном живе на обали или дубље на копну, ријетко се упуштајући у лет далеко на пучину. Крупним врстама галебова је потребно до четири године да стекну перје до краја, док је мањим врстама довољно око двије године.
Галебови, нарочито крупније врсте, су врло интелигентне птице које користе сложену комуникацију и имају врло развијену социјалну структуру; примјера ради, многи галебови се удружују у групе да се одбране од предатора. Поред тога, неке врсте (нпр. Larus argentatus) су показале способност да користе примитивне алате. Многе врсте галебова су се показале успјешним у саживоту са човјеком. Друге врсте преживљавају на бази клептопаразитизма.
Најдужи забележени животни век галеба припада врсти сребрног галеба, и износи 49 година.

## Размножавање
Галебови се гнијезде на копну. Поједине врсте су се специјализовале за гнијежђење на литицама. Најчешће се гнијезде у колонијама. По правилу легу 2-4 јајета која агресивно бране.
На јајима на смјену сједе оба родитеља, што траје од 3 до 5 седмица. Младунци могу трчати и пливати тренутка кад се излегу, али им је потребно три до девет седмица да полете (при чему мањим врстама треба мање времена). Дотле остају у гнијезду гдје их родитељи хране.

## Систематика галебова
У свакодневном говору, сви галебови се обично називају само тако — „галебови“ или „морски галебови“. Ипак, галебови се дијеле на шест родова, и већина врста припада роду Larus.
Америчко орнитолошко удружење додељује фамилијама Sternidae, Stercorariidae и Rhynchopidae статус потфамилија у оквиру фамилије Laridae, али недавна истраживања су показала да је то неоправдано.

### Род
- Larus pacificus (тихоокеански галеб)
- Larus belcheri
- Larus atlanticus (атлантски галеб)
- Larus crassirostris
- Larus heermanni
- Larus canus (сиви галеб)
- Larus delawarensis
- Larus californicus (калифорнијски галеб)
- Larus marinus (лучки галеб или црни галеб)
- Larus dominicanus (доминикански галеб)
- Larus glaucescens
- Larus occidentalis
- Larus livens
- Larus hyperboreus (северни галеб)
- Larus glaucoides (исландски галеб)
- Larus thayeri
- Larus argentatus AnAge entry for Larus argentatus(сребрнасти галеб)
- Larus heuglini
- Larus smithsonianus
- Larus michahellis (морски галеб или сињи галеб)
- Larus cachinnans (сињи галеб или понтски галеб или каспијски галеб)
- Larus vegae
- Larus armenicus (јерменски галеб)
- Larus schistisagus
- Larus fuscus (мрки галеб)

- Ichthyaetus leucophthalmus (црвеноморски галеб)
- Ichthyaetus hemprichii (тамни галеб или гарави галеб)
- Ichthyaetus ichthyaetus (велики црноглави галеб)
- Ichthyaetus audouinii (средоземни галеб)
- Ichthyaetus melanocephalus (црноглави галеб)
- Ichthyaetus relictus (монголски галеб)

- Leucophaeus scoresbii
- Leucophaeus atricilla
- Leucophaeus pipixcan
- Leucophaeus fuliginosus
- Leucophaeus modestus

- Chroicocephalus novaehollandiae
- Chroicocephalus scopulinus
- Chroicocephalus hartlaubii (краљевски галеб)
- Chroicocephalus maculipennis
- Chroicocephalus cirrocephalus (сивоглави галеб)
- Chroicocephalus serranus
- Chroicocephalus bulleri
- Chroicocephalus brunnicephalus
- Chroicocephalus ridibundus (обични галеб или речни галеб)
- Chroicocephalus genei (танкокљуни галеб)
- Chroicocephalus philadelphia
- Chroicocephalus saundersi

- Hydrocoloeus minutus (мали галеб или патуљасти галеб)

- Rissa tridactyla (тропрсти галеб)
- Rissa brevirostris

- Pagophila eburnea (бели галеб)

- Rhodostethia rosea

- Xema sabini (ласторепи галеб)

- Creagrus furcatus

Фосилни остаци врста из фамилије галебова су стари и до 30-33 милиона година, дакле из раног олигоцена. Фосилни галеб из касног миоцена се класификује у род Gaviota; остали фосилни галебови се обично додјељују роду Larus.

## Галерија
-Larus fuscus - одрастао галеб са младунцем
- Larus occidentalis, Калифорнија, Сједињене Америчке Државе
- Larus ridibundus, Девон, Енглеска
-Creagrus furcatus („галеб са ластиним репом“), ендемит Галапагоса
- Larus argentatus, сјеверни Девон, Енглеска
- Larus novaehollandiae, Сејл, Аустралија
- (лучки галеб)
- Larus delawarensis, Торонто, Канада
-Larus crassirostris једе у лету
- јаја врсте